# 北京通州文化旅游区管理委员
39°51′04″N 116°38′52″E / 39.8509754°N 116.64787°E
北京通州文化旅游区管理委员是北京市通州区人民政府下设的一家正处级派出机构，创立于2011年7月，负责文化旅游区的规划、建设、管理等组织协调工作。

## 领导
2021年2月，本机构的领导为：
- 赵军：党组成员、主任。工作分工：主持文化旅游区全面工作
- 张宝国：党组成员、副主任。工作分工：分管综合管理方面工作
- 王冬生：党组成员、副主任。工作分工：分管规划建设方面工作
- 孙广平：党组成员、副主任。工作分工：分管宋庄集聚区全面工作及办公室工作

## 机构设置
2021年2月，本机构下设：
- 办公室
- 综合管理科
- 投资促进科
- 规划建设科